# Großsteingrab Huset
Das Großsteingrab Huset war eine megalithische Grabanlage der jungsteinzeitlichen Nordgruppe der Trichterbecherkultur im Kirchspiel Uggeløse in der dänischen Kommune Allerød. Es wurde im 19. Jahrhundert zerstört.

## Lage
Das Grab lag südlich von Lynge Overdrev auf einem Feld nördlich des Bjergvej. In der näheren Umgebung gibt bzw. gab es zahlreiche weitere megalithische Grabanlagen.

## Forschungsgeschichte
Die Anlage wurde wohl schon vor 1874 restlos abgetragen. In den Jahren 1874, 1890 und 1942 führten Mitarbeiter des Dänischen Nationalmuseums Dokumentationen der Fundstelle durch. Bei keiner dieser Begehungen konnten bauliche Überreste ausgemacht werden.

## Beschreibung
Die Anlage besaß eine wohl längliche Hügelschüttung mit einer Länge von etwa 14 m und einer Breite von etwa 13 m. Zur Orientierung liegen keine Angaben vor. Ob ursprünglich eine steinerne Umfassung vorhanden war, ist unklar. Der Hügel enthielt zwei Grabkammern. Die Maße, die Orientierung und der Typ der Kammern sind unbekannt.